# Арре
Арре (итал. Arre) — коммуна в Италии, располагается в провинции Падуя области Венеция.
Население составляет 2029 человек, плотность населения составляет 169 чел./км². Занимает площадь 12 км². Почтовый индекс — 35020. Телефонный код — 00049.
В коммуне 15 августа особо празднуется Успение Пресвятой Богородицы.